# Route 247 (Nouvelle-Écosse)
Pour les articles homonymes, voir Route 247.
La route 247 est une route secondaire de la Nouvelle-Écosse d'orientation ouest-est principalement. Cette route est située dans le nord-est de la province, au sud-est de l'île du Cap-Breton. Elle est une route faiblement empruntée, reliant la ville de Saint-Peter's à Lower L'Ardoise. De plus, elle mesure 11 kilomètres, et est une route pavée sur l'entièreté de son tracé.

## Tracé
La route 247 débute sur la route 4, la route majeure de la région 2 kilomètres à l'est du centre de Saint-Peter's. Elle commence par se diriger vers le sud-est jusqu'à Rockdale, où elle suit la rive de l'océan Atlantique. Elle se termine 5 kilomètres plus à l'est, à Lower L'Ardoise, alors qu'elle croise la chemin Saint-Peter's Fourchu, et continue en tant que chemin Point Michaud, en direction de la ville du même nom.

## Intersections principales
| Route 247         |                 |    |                                                                          |                           |
| Comté             | Location        | km | Intersection/Destinations                                                | Notes                     |
| Comté de Richmond | Saint-Peter's   | 0  | R-4, Saint-Peter's centre, Port Hawkesbury, Sydney                       | extrémité ouest de la 247 |
| Comté de Richmond | Lower L'Ardoise | 11 | Point Michaud Rd., Saint-Peter's Fourchu Rd., Point Michaud, Grand River | extrémité est de la 247   |

## Communautés traversées
1. Saint-Peter's
2. Grande Greve
3. Rockdale
4. L'Ardoise West
5. L'Ardoise
6. Lower L'Ardoise